# Canberra Challenger 2018 - Doppio
Andre Begemann e Jan-Lennard Struff erano i detentori del titolo, ma non hanno partecipato.
In finale Jonathan Erlich e Divij Sharan hanno sconfitto Hans Podlipnik-Castillo e Andrėj Vasileŭski con il punteggio di 7-61 6-2.

## Teste di serie
1. Hans Podlipnik-Castillo /  Andrėj Vasileŭski (finale)
2. Jonathan Erlich /  Divij Sharan (campioni)

1. Adil Shamasdin /  Neal Skupski (primo turno)
2. Steven De Waard /  Ben McLachlan (semifinale)

## Wildcard
1. Alexander Crnokrak /  Matthew Cristopher Romios (primo turno)
2. Harry Bourchier /  Andrew Harris (primo turno)

1. Jeremy Beale /  Thomas Fancutt (primo turno)

## Tabellone

### Legenda
| - Q = Qualificato - WC = Wild card - LL = Lucky loser | - ALT = Alternate - SE = Special Exempt - PR = Protected Ranking | - w/o = Walkover - r = Ritirato - d = Squalificato |

|  | Primo turno | Primo turno                       | Primo turno                       | Primo turno             | Primo turno |  |  | Quarti di finale | Quarti di finale                       | Quarti di finale                       | Quarti di finale       | Quarti di finale       |    |      | Semifinali | Semifinali                                | Semifinali                                | Semifinali                   | Semifinali                   |   |   | Finale | Finale | Finale | Finale | Finale |  |
|  |             |                                   |                                   |                         |             |  |  |                  |                                        |                                        |                        |                        |    |      |            |                                           |                                           |                              |                              |   |   |        |        |        |        |        |  |
|  | 1           | H Podlipnik-Castillo A Vasileŭski | H Podlipnik-Castillo A Vasileŭski | 7                       | 6           |  |  |                  |                                        |                                        |                        |                        |    |      |            |                                           |                                           |                              |                              |   |   |        |        |        |        |        |  |
|  |             | E Benchetrit G Blancaneaux        | E Benchetrit G Blancaneaux        | 69                      | 3           |  |  | 1                | H Podlipnik-Castillo Andrėj Vasileŭski | H Podlipnik-Castillo Andrėj Vasileŭski | 2                      |                        |    |      |            |                                           |                                           |                              |                              |   |   |        |        |        |        |        |  |
|  |             | H Grenier M Janvier               | H Grenier M Janvier               | 7                       | 6           |  |  |                  | H Grenier M Janvier                    | H Grenier M Janvier                    | 1                      | r                      |    |      |            |                                           |                                           |                              |                              |   |   |        |        |        |        |        |  |
|  |             | A Lawson N Lammons                | A Lawson N Lammons                | 63                      | 4           |  |  |                  |                                        |                                        |                        |                        |    |      | 1          | H Podlipnik-Castillo A Vasileŭski         | H Podlipnik-Castillo A Vasileŭski         | 6                            | 7                            |   |   |        |        |        |        |        |  |
|  | 4           | S De Waard B McLachlan            | S De Waard B McLachlan            | 6                       | 6           |  |  |                  |                                        | 4                                      | S De Waard B McLachlan | S De Waard B McLachlan | 4  | 65   |            |                                           |                                           |                              |                              |   |   |        |        |        |        |        |  |
|  |             | D Propoggia S Puodziunas          | D Propoggia S Puodziunas          | 4                       | 2           |  |  | 4                | S De Waard B McLachlan                 | S De Waard B McLachlan                 | 6                      | 7                      |    |      |            |                                           |                                           |                              |                              |   |   |        |        |        |        |        |  |
|  | WC          | A Crnokrak M C Romios             | A Crnokrak M C Romios             | 5                       | 0           |  |  |                  | J Chaplin L Saville                    | J Chaplin L Saville                    | 4                      | 64                     |    |      |            |                                           |                                           |                              |                              |   |   |        |        |        |        |        |  |
|  |             | J Chaplin L Saville               | J Chaplin L Saville               | 7                       | 6           |  |  |                  |                                        |                                        |                        |                        |    |      | 1          | Hans Podlipnik-Castillo Andrėj Vasileŭski | Hans Podlipnik-Castillo Andrėj Vasileŭski | 61                           | 2                            |   |   |        |        |        |        |        |  |
|  |             | S Bangoura N Pasha                | S Bangoura N Pasha                | S Bangoura N Pasha      | w/o         |  |  |                  |                                        |                                        |                        |                        |    |      |            |                                           | 2                                         | Jonathan Erlich Divij Sharan | Jonathan Erlich Divij Sharan | 7 | 6 |        |        |        |        |        |  |
|  |             | H Nys T Pütz                      | H Nys T Pütz                      | H Nys T Pütz            |             |  |  |                  | S Bangoura N Pasha                     | 6                                      | 4                      | [10]                   |    |      |            |                                           |                                           |                              |                              |   |   |        |        |        |        |        |  |
|  |             | Y Watanuki L Zhe                  | 4                                 | 7                       | [10]        |  |  |                  | Y Watanuki L Zhe                       | 4                                      | 6                      | [12]                   |    |      |            |                                           |                                           |                              |                              |   |   |        |        |        |        |        |  |
|  | 3           | A Shamasdin N Skupski             | 6                                 | 65                      | [7]         |  |  |                  |                                        |                                        |                        |                        |    |      |            | Y Watanuki L Zhe                          | 4                                         | 7                            | [4]                          |   |   |        |        |        |        |        |  |
|  |             | A Seppi G Van Peperzeel           | A Seppi G Van Peperzeel           | A Seppi G Van Peperzeel | w/o         |  |  |                  |                                        | 2                                      | J Erlich D Sharan      | 6                      | 65 | [10] |            |                                           |                                           |                              |                              |   |   |        |        |        |        |        |  |
|  | WC          | H Bourchier A Harris              | H Bourchier A Harris              | H Bourchier A Harris    |             |  |  |                  | A Seppi G Van Peperzeel                | A Seppi G Van Peperzeel                | 4                      | 3                      |    |      |            |                                           |                                           |                              |                              |   |   |        |        |        |        |        |  |
|  | WC          | J Beale T Fancutt                 | J Beale T Fancutt                 | 3                       | 1           |  |  | 2                | J Erlich D Sharan                      | J Erlich D Sharan                      | 6                      | 6                      |    |      |            |                                           |                                           |                              |                              |   |   |        |        |        |        |        |  |
|  | 2           | J Erlich D Sharan                 | J Erlich D Sharan                 | 6                       | 6           |  |  |                  |                                        |                                        |                        |                        |    |      |            |                                           |                                           |                              |                              |   |   |        |        |        |        |        |  |